# Аеродром Залужани
Аеродром Залужани је спортски аеродром у истоименом насељу смештеном на северној периферији града Бања Луке у Републици Српској, БиХ.

## Несреће и инциденти
20. маја 2012. године око 13 часова се догодио инцидент када се на тркачкој стази у Залужанима срушио авион Цесна 182 у којој је било пет чланова Падобранског клуба „Свети Илија” Бања Лука, међу којима су били пилот, инструктор падобранства, спортски падобранац и два млада, тек пунолетна, падобранца. Након несреће, Влада Републике Српске је одлучила да 22. мај 2012. године прогласи даном жалости на територији Републике Српске.
Више од годину дана Окружно тужилаштво Бања Лука истраживало је да ли је реч о несрећи, да ли је погрешио пилот, има ли осумњичених, хоће ли неко бити кривично гоњен. Након што је поступајући тужилац утврдио да постоји кривична одговорност, да није реч о несрећном случају, нити о кривици пилота, у новембру 2013. године предмет је прослеђен Тужилаштву Босне и Херцеговине. Истрага је и данас, четири године након њеног почетка, у току.